# Австралийска археологическа асоциация
Австралийска археологическа асоциация (на английски: Australian Archaeological Association, AAA) е археологическа организация в Австралия. Тя позволява да членува всеки, който се интересува от развитието на археологията в Австралия.
Основана е през 1973 г. на среща, проведена по време на конгреса на Австралийско-новозеландската асоциация за напредък на науката (ANZAAS) в Пърт, Западна Австралия. Тя се провежда по повод дискусиите по време на общото събрание на Австралийския институт за изследване на аборигените през 1972 г. и конгреса на ANZAAS, проведен в Сидни по-късно в същата година.
Цел на асоциацията е да подпомага археологията в Австралия, поставя си за цел: да насърчава напредъка на археологията; да осигури организация за обсъждане и разпространение на археологическа информация и идеи; да свиква заседания на редовни интервали; да популяризира необходимостта от проучване и консервация на археологически обекти и колекции; и да популяризира работата на асоциацията.

## Списание и годишна конференция
От 1974 г. асоциацията издава свое списание „Австралийска археология“. Първоначално е публикувано като бюлетин за асоциацията, като постепенно се превръща в рецензирано академично списание. Негов издател е Taylor & Francis.
Австралийската археологическа асоциация е домакин на годишна конференция за своите членове, която се провежда в различни градове на Австралия. По време на годишната конференция се присъждат обикновено четири основни награди:
- Медал на Рис Джоунс за изключителен принос към австралийската археология (учреден през 2002 г. в чест на Рис Джоунс)[5]
- Доживотно членство за изключителен принос към Австралийската археологическа асоциация
- Награда Брус Вейч за отлични постижения в работата свързана с коренното население
- Награда за книга на Джон Мълвейни (учредена през 2004 г. в чест на Джон Мълвейни)[6]

### Национална археологическа седмица
Асоциацията подкрепя „Националната археологическа седмица“, която е годишна поредица от събития, дълга една седмица, която има за цел да повиши знанията на обществото за австралийската археология и работата на австралийски археолози както в Австралия, така и извън нея, както и да популяризира значението на опазването на уникалното археологическо наследство на Австралия. Започвайки от третата неделя на месец май всяка година, програмата от събития и дейности включва публични лекции, семинари, експонати, демонстрационни разкопки и изложби.

## Известни членове
Минали и настоящи бележити членове са:
- Джилиан Гарви, късна кватернерна австралийска археология